# Коалиция Движение Да, България
Коалиция Движение Да, България! е създадена за участие в предсрочните Парламентарни избори в България 2017. В коалицията участват партия Зелените, партия ДЕОС и партия Движение Да, България!.

## История
Коалицията е създадена след като три жалби, подадени два дни преди крайния срок за регистрация в ЦИК, възпрепятстват регистрацията на Да, България! за самостоятелно участие в изборите. За да участва Движение Да, България! взима решение да се коалира със Зелените и ДЕОС. За целта е необходима нова подписка с минимум 2500 валидни подписа. За един ден коалицията успява да събере 20 хиляди при необходими.
Получава 101 217 гласа или 2.88% от гласувалите, поради което не влиза в Парламента.
След изборите коалицията прекратява дейността си. През април 2018 година партия ДЕОС се саморазпуска, а другите две партии се включват в новосъздадената коалиция „Демократична България“, заедно с Демократи за силна България.

## Състав на коалицията
- Политическа партия Движение Да, България!.
- Политическа партия Зелените
- Политическа партия ДЕОС

## Лидери
- Движение Да, България! – Христо Иванов.
- Зелените – Зарица Георгиева и Владислав Панев, съпредседатели.
- ДЕОС – Виктор Лилов.

## Приоритетни области
Правосъдие и борба с корупцията, върховенството на закона, образование, просперитет, по-близка интеграция с ЕС и НАТО, електронно управление, опазване на околната среда, енергетика.
Решенията в коалицията се взимат с консенсус между ПП „Зелените“ и ПП „Движение Да, България“.